# ウラル語族
ウラル語族（ウラルごぞく）は、シベリア（北アジア）中北部、北ヨーロッパ、東ヨーロッパに話者地域が分布する語族である。約2,500万人に話されている。フィン・ウゴル語派（サーミ語、フィンランド語、エストニア語など）、サモエード語派（ネネツ語など）に大別できる。

## 特徴
ウラル語族に属する言語には次の特徴がある。
- 母音調和
- 膠着語
- 後置詞言語
- 双数
- 中舌母音[ɨ]

なお語順は、東部は主にSOV型、西部は主にSVO型である。

## 分類
ウラル語族とされる言語は以下の通り。
- サモエード語派（Samoyedic）
  - 北部サモエード語群
    - ガナサン語  (Nganasan)

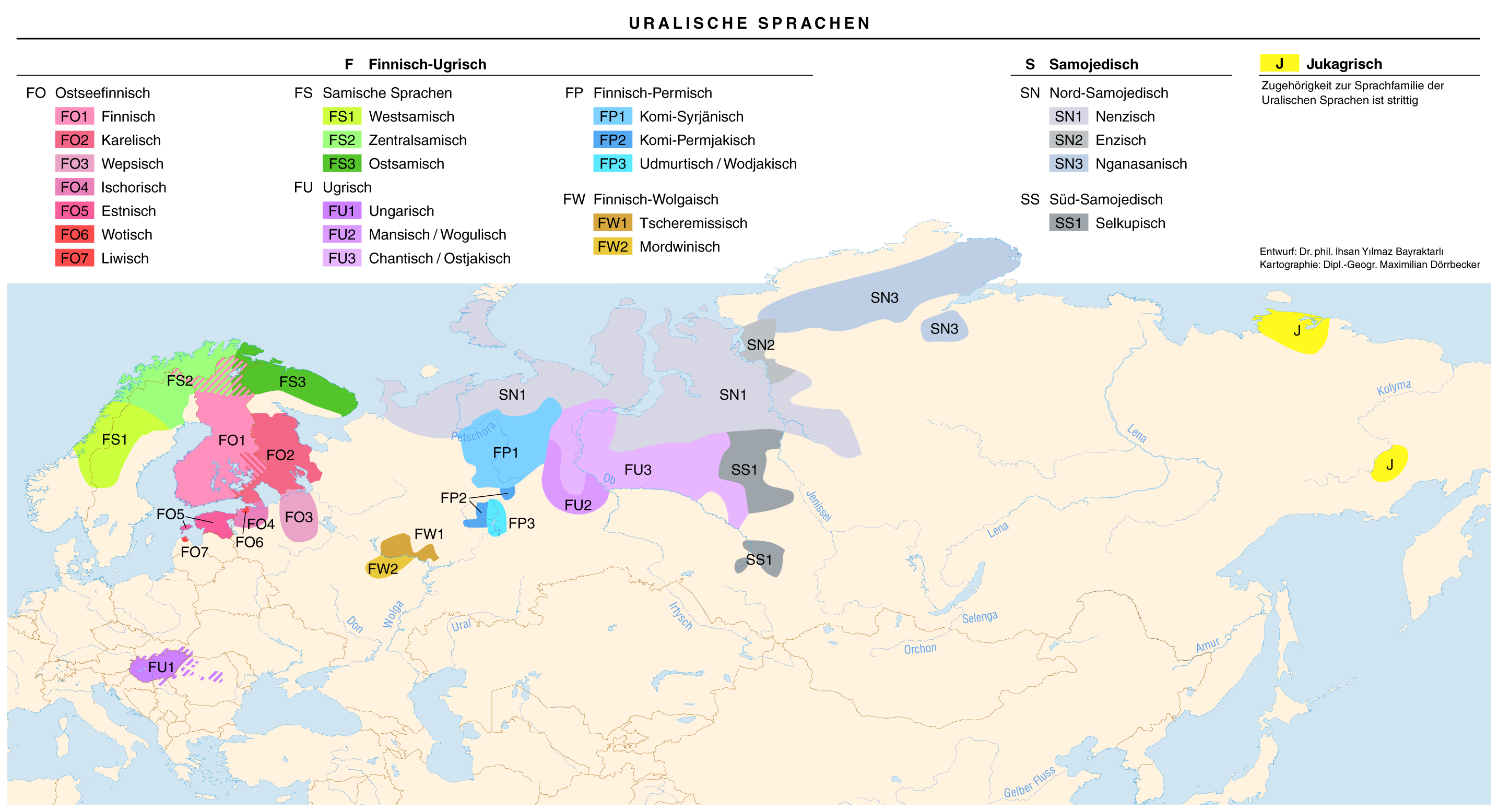
ウラル語族、ユカギール語の分布
サモエード語派 - SN：北部サモエード語群、SS：南部サモエード語群
フィン・ウゴル語派 - FU：ウゴル諸語、FP：ペルム諸語、FW：ボルガ・フィン諸語、FS：サーミ語、FO：バルト・フィン諸語
（J：ユカギール語）

    - ネネツ語（nyenec, Engl. Nenets）
      - ツンドラネネツ語
      - 森林ネネツ語

    - エネツ語（Enets）
    - ユラツ語 - (Yurats)…死語

  - 南部サモエード語群
    - セリクプ語 - オスチャーク・サモエード語 (Selkup) とも言う
    - カマス語（カマシン語/Kamassian）…死語
    - マトル語 - モトル語(Mator)…死語
- フィン・ウゴル語派 （Finno-Ugric）
  - ウゴル諸語（Ugric）
    - オビ・ウゴル諸語（Ob-Ugric）
      - ハンティ語（Khanty） - 旧称オスチャーク語
      - マンシ語（Mansi） - 旧称ボグール語

    - ハンガリー語（magyar, Engl. Hungarian） - マジャル語とも呼ばれる

  - ペルム諸語
    - ウドムルト語（Udmurt） - かつてボチャーク語と呼ばれた
    - コミ語（Komi） - かつてジリエーン語と呼ばれた
      - コミ・ペルミャク語
      - Komi-Yodzyak language
      - コミ・ジリエーン語

  - フィン・ヴォルガ諸語
    - マリ語（Mari） - かつてチェレミス語と呼ばれた
    - モルドヴィン諸語（Mordvin）
      - エルジャ語
      - モクシャ語

  - サーミ諸語（sami, Engl. Sami） - ラップ語とも言われる
  - バルト・フィン諸語（Balt-Finnic） - バルト海岸、フィンランド湾、リガ湾で話されている。フィン諸語とも言う
    - フィンランド語（suomi, Engl. Finnish） - スオミ語とも言う
    - エストニア語（eesti, Engl. Estonian）
    - カレリア語（karjala, Engl. Karelian）
    - ヴェプス語（lüüdi, veps/beps, Engl. Vepsian）
    - イジョール語（Izhorian）
    - ヴォート語（vad´d´a/vadja, Engl. Votian）
    - リヴォニア語（livvi, Engl. Livonian）

各諸語ごとの系統関係はコンセンサスが得られていないが、以下のような説がある。
- フィン・ペルム諸語
- フィン・サーミ諸語

## 比較

### 特徴比較
| 特徴         | サモエード諸語 | オビ・ウゴル諸語 | ハンガリー語 | ペルム諸語 | マリ諸語 | モルドヴィン諸語 | フィン諸語 | サーミ諸語 |
| ------------ | -------------- | ---------------- | ------------ | ---------- | -------- | ---------------- | ---------- | ---------- |
| 口蓋化       | +              | +                | ±            | +          | -        | +                | -          | +          |
| 長子音       | -              | -                | +            | -          | -        | -                | +          | +          |
| 子音階梯交替 | 1              | -                | -            | -          | -        | -                | +          | +          |
| 母音調和     | 2              | 2                | +            | -          | +        | +                | +          | -          |
| 母音交替     | +              | +                | -            | -          | -        | -                | 3          | +          |
| 双数         | +              | +                | -            | -          | -        | -                | -          | +          |
| 受動態       | -              | +                | +            | -          | -        | +                | +          | +          |
| 否定動詞     | +              | -                | -            | +          | +        | ±                | +          | +          |
| SVO語順      | -              | -                | -            | 4          | -        | +                | +          | +          |
| 中舌母音 [ɨ] | +              | 5                | -            | +          | -        | +                | ±          | ±          |

1. ガナサン語のみにあり
2. ガナサン語、南マンシ語、東ハンティ語にあり
3. リヴォニア語のみにあり
4. コミ語にあるが、ウドムルト語にはない
5. 東ハンティ語にあり

### 数詞
| 数   | フィン・ウゴル語派  | フィン・ウゴル語派 | フィン・ウゴル語派 | フィン・ウゴル語派 | フィン・ウゴル語派 | フィン・ウゴル語派 | フィン・ウゴル語派  | サモエード 祖語 |
| 数   | バルト・フィン 祖語 | サーミ 祖語        | ペルム 祖語        | モルドヴィン 祖語  | マリ 祖語          | ウゴル 祖語        | フィン・ウゴル 祖語 | サモエード 祖語 |
| ---- | ------------------- | ------------------ | ------------------ | ------------------ | ------------------ | ------------------ | ------------------- | --------------- |
| '1'  | *yk-si              | *(w)ɘkʰ-tə         | *ɵk-ti             | *vejk-             | *ik-tə             | *əgʲ-              | *wik-tɨ             | *ŋoːpʔ/ *uk-    |
| '2'  | *kak-si             | *kuokʰ-tə          | *kɨk               | *kavto             | *kok-tə            | *ket-              | *kek-tɨ             | *sid-           |
| '3'  | *kolme              | *kolˠm             | *kujim             | *kolma             | *kom-              | *qoːləm            | *koləm              | *nagur          |
| '4'  | *nʲelja             | *nʲelje            | *nʲɨlʲ-            | *nʲilʲa            | *nɘl-              | *nʲel-             | *ńeljä              | *tʲet-          |
| '5'  | *viisi              | *vɨtʰ-tə           | *vit-              | *vetʲæ             | *βiʦ-              | *wet               | *wit-tɨ             | *somplaŋk       |
| '6'  | *kuuzi              | *kutʰ-tə           | *kwatʲ             | *koto              | *kud-              | *qot               | *kwaðʲ-tɨ           | *motuq          |
| '7'  | *seiʦemæn           | *kieʧʲəm           | *sʲizʲɨm           | *sʲizʲem           | *ʃɘm-              | *sæːt              | *śećɨm              | *seqw           |
| '8'  | *kah-(dekʃan)       | *kakʰ(-ʦɛ)         | *kɨk-jamɨs         | *kav-kso           | *kan-(dekʃ)        | *nʲol-             |                     | 2x4             |
| '9'  | *yh-(dekʃan)        | *(w)ɘkʰ(-ʦɛ)       | *ɵk-mɨs            | *vej-kse           | *(ɘn-dekʃ)         | 10-1               | 10-1                | *10-1           |
| '10' | *kymmenæn           | *lɔːkʲe            | (*das)             | *kemenʲ            | *lu                | *low?              | *loki               | *juq?           |

### 同源語
| 英語                   | ウラル祖語 | フィン語       | イナリ・ サーミ語 | エルジャ語 | マリ語 (Meadow) | コミ語 | ウドムルト語 | ハンガリー語 | マンシ語 (northern) | ハンティ語 (Kazym) | ネネツ語 (Tundra) |
| ---------------------- | ---------- | -------------- | ----------------- | ---------- | --------------- | ------ | ------------ | ------------ | ------------------- | ------------------ | ----------------- |
| 'fire'                 | *tuli      | tuli (tule-)   | tulla             | tol        | tul             | tyl-   | tyl          | –            | –                   | –                  | tuu               |
| 'water'                | *weti      | vesi (vete-)   | –                 | ved´       | wüt             | va     | vu           | víz          | wit                 | –                  | jiʔ               |
| 'ice'                  | *jäŋi      | jää            | jieŋa             | ej         | i               | ji     | jə           | jég          | jaaŋk               | jeŋk               | –                 |
| 'fish'                 | *kala      | kala           | kyeli             | kal        | kol             | –      | –            | hal          | xuul                | xŭɬ                | xalʲa             |
| 'nest'                 | *pesä      | pesä           | peesi             | pize       | pəžaš           | poz    | puz          | fészek       | pitʲi               | –                  | pʲidʲa            |
| 'hand, arm'            | *käti      | käsi (käte-)   | kieta             | ked´       | kit             | ki     | ki           | kéz          | kaat                | –                  | –                 |
| 'eye'                  | *śilmä     | silmä          | čalme             | śeĺme      | šinča           | śin    | śin, śinm-   | szem         | sam                 | sem                | sæwə              |
| 'fathom'               | *süli      | syli (syle-)   | solla             | seĺ        | šülö            | syl    | sul          | öl(el)       | tal                 | ɬăɬ                | tʲíbʲa            |
| 'vein / sinew'         | *sï(x)ni   | suoni (suone-) | suona             | san        | šün             | sən    | sən          | ín           | taan                | ɬɔn                | teʔ               |
| 'bone'                 | *luwi      | luu            | –                 | lovaža     | lu              | ly     | ly           | –            | luw                 | ɬŭw                | le                |
| 'liver'                | *mïksa     | maksa          | –                 | makso      | mokš            | mus    | mus          | máj          | maat                | mŏxəɬ              | mudə              |
| 'urine' / 'to urinate' | *kunśi     | kusi (kuse-)   | kužža             | –          | kəž             | kudź   | kyź          | húgy         | xuńś-               | xŏs-               | –                 |
| 'to go'                | *meni-     | mennä (men-)   | moonnađ           | –          | mija-           | mun-   | myn-         | menni        | men-                | măn-               | mʲin-             |
| 'to live'              | *elä-      | elää (elä-)    | eelliđ            | –          | ila-            | ol-    | ul-          | él-          | –                   | –                  | jilʲe-            |
| 'to die'               | *ka(x)li-  | kuolla (kuol-) | –                 | kulo-      | kola-           | kul-   | kul-         | hal-         | xool-               | xăɬ-               | xa-               |
| 'to wash'              | *mośki-    | –              | –                 | muśke-     | muška-          | myśky- | myśk-        | mos-         | –                   | –                  | masø-             |

## 母音調和
ウラル語族の母音調和は祖語の時代から存在したと考えられる。バルト・フィン諸語、モルドヴィン諸語、ハンガリー語、ガナサン語等で存在し、多くが前舌母音と後舌母音の対立による「舌の調和」である。母音調和に関与しない母音も存在する。母音調和は接尾辞や前接語を含めた語全体に及ぶ。

## ウラル系民族の歴史
ウラル語族を話す民族は、大きくサモエード系とフィン・ウゴル系に大別される。
言語学的知見からは、サモエド祖語とフィン・ウゴル祖語の分岐年代はおよそ紀元前4000年ごろと考えられている。
分子人類学的知見からは、ウラル語族話者に関連する遺伝子としてY染色体ハプログループNがあげられる。ハプログループNは東アジア発祥と考えられ、ほとんどのウラル系民族で高頻度に観察される。中国北東部の遼河文明時代の人骨からY染色体ハプログループNが60%以上の高頻度で検出されており、フィン・ウゴル系民族と関連する櫛目文土器の最古のものが遼河地域の興隆窪文化（紀元前6200年 - 紀元前5400年）の遺跡で発見されていることを併せて考えれば、ウラル系民族と遼河文明の担い手集団の関連性が示唆される。
また、mtDNAハプログループZは極北地域を中心にサーミ人、フィン人、シベリア、北東アジア、中央アジア、中国、朝鮮、日本などで観察されており、Y染色体ハプログループNと同じような流れが想定され、ウラル語族の拡散との関連を示唆するものと考えられる。
朝鮮半島では、紀元前4000年から紀元前1500年にかけて櫛目文土器が発見される。さらにウラル語族に広く見られる中舌母音[ɨ]が古代朝鮮語に存在したと考えられることから、かつての朝鮮半島にウラル系言語が話されていた可能性がある。
また、日本の日本海側や東北地方に観察される中舌母音の[ɨ]（いわゆるズーズー弁）についても、ウラル語族の音声特徴に由来する可能性がある。

## 他の語族との関連
ユカギール語との間でウラル・ユカギール語族を形成するという説が有力である。両者は人称代名詞等が明らかに同源であり、否定動詞が存在するなど類型的特徴も類似している。ユカギール人はかつては西はバイカル湖まで分布していたといわれており、遼河・モンゴル付近でウラル語族と分岐し東方へ向かったと考えられる。ハプログループN (Y染色体) がユカギール人でも31%観察されることから、遺伝子の面からも両者の同源性が示唆される。
アルタイ諸語との間にウラル・アルタイ語族を形成するという説が古くからあるが、語族としての条件を満たさないため現在は棄却されている。話者の点からもアルタイ諸語はハプログループC2 (Y染色体)、ウラル語族はハプログループN (Y染色体) と異なっている。しかしウラル語族とアルタイ諸語の類型的類似は甚だしく、おそらくアルタイ山脈付近に分布していた原アルタイ諸語が、遼河方面から拡散してきたウラル語族を上層言語として混合し、ウラル語族の類型的特徴を持つ現在のアルタイ諸語が形成されたものと思われる。
一方で、一部の形態素の著しい一致からインド・ヨーロッパ語族との同系説も存在する。しかしインド・ヨーロッパ語族の原郷は黒海北岸であり、両者が同源であるとは考えられない。クルガン仮説では、古い時代にインド・ヨーロッパ祖族が北方森林地帯のウラル系民族との活発な交流があったことが想定されており、おそらくインド・ヨーロッパ語族の成立過程において、ウラル語族との接触により言語混合を起こしたものと推測される。フィン・ウゴル語派におけるインド・ヨーロッパ語族との形態素の類似が、サモエード語やユカギール語におけるそれに比べて高いのは、インド・ヨーロッパ祖語との接触がフィン・ウゴル語派に限られていたと思われる。
また、マイケル・ホーテスキューによって1998年に最初に提案されたウラル・シベリア語族も存在する。これはウラル語族、ユカギール語、チュクチ・カムチャツカ語族、エスキモー・アレウト語族が含まれるが、現段階では定説には至っていない。ただし、上記諸語族の話者にハプログループN (Y染色体) が高頻度で含まれていることから、ハプログループNに属す集団の流れを反映している可能性がある。

## 仮説
- ユーラシア大語族
- ノストラティック大語族
- ウラル・アルタイ語族
- インド・ウラル語族
- ウラル・シベリア語族
- ウラル・ユカギール語族